# Thierry Devaux
Thierry Devaux (nacido el 16 de noviembre de 1959 en Bourg-en-Bresse) es un deportista de aventura francés, que cuenta en su haber con espectaculares saltos de puenting desde escenarios emblemáticos, como la Estatua de la Libertad o la Torre Eiffel.

## Saltos
Técnica

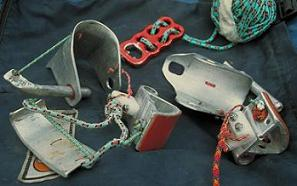
Equipación de salto diseñada por T. Devaux

Thierry ya utilizaba dinamómetros y variómetros en 1988 para medir el alargamiento de las cuerdas elásticas, los sucesivos rebotes y las fuerzas que debe soportar el saltador.
Una cuerda de escalada puede alargarse hasta un 30% en caso de caída para evitar traumatismos. Una cuerda elástica de saltos puede alargarse en un factor de 3.5~4.5 de su longitud inicial (250~350%).

## Principales saltos
| Olimpiadas 1992 | Salto de entrenamiento |
| Olimpiadas 1992 | Torre Eiffel 1991      |

Devaux es Instructor Nacional de Esquí, piloto y exvicepresidente de la Federación de Puenting. En junio de 2001 estableció una plusmarca mundial, realizando el salto de puenting más largo hasta el momento.
- Torre Eiffel (1991)
- Olimpiadas de 1992 en Val-d'Isère
- Puente Golden Gate
- Puente de Brooklyn
- Estatua de la Libertad (cuatro intentos entre 1993 y 2001)